# Roberto Carcelen
Roberto Carcelen (Lima, 8 settembre 1970) è un ex fondista peruviano.

## Biografia
Specializzatosi nello sci di fondo dopo aver praticato surf e triathlon, Carcelen è a tutt'oggi l'unico peruviano ad aver rappresentato il suo Paese ai Giochi olimpici invernali, partecipando alla 15 km maschile delle edizioni 2010 e 2014, nelle quali si è classificato rispettivamente 94º e 87º (nel 2014 ha terminato la gara nonostante si fosse fratturato due costole in allenamento una decina di giorni prima di giungere a Sochi).
Nel 2019, già da anni ritiratosi dall'agonismo, gli è stata diagnosticata la malattia di Parkinson, i cui sintomi iniziali si erano manifestati qualche tempo prima. Ha quindi fondato negli Stati Uniti (nazione dove vive dopo aver sposato Kate, una donna da lui conosciuta a Seattle, che gli ha anche dato una figlia, Francesca) la "Roberto Carcelen Foundation", con la quale finanzia la ricerca sulla patologia neurodegenerativa.